# Paz Castillo (khu tự quản)
Paz Castillo là một khu tự quản thuộc bang Miranda, Venezuela. Thủ phủ của khu tự quản Paz Castillo đóng tại Santa Lucía. Khự tự quản Paz Castillo có diện tích 408 km2, dân số theo điều tra dân số ngày 21 tháng 10 năm 2001 là 83976 người.